# Thyene damarensis
Thyene damarensis là một loài nhện trong họ Salticidae.
Loài này thuộc chi Thyene. Thyene damarensis được George Newbold Lawrence miêu tả năm 1927.